# Señorío de Transjordania
El Señorío de Transjordania (en francés: Seigneurie d'Outre-Jourdain), también llamado Señorío de Montreal (en francés: Seigneurie de Montréal), fue el nombre utilizado durante las cruzadas para una región extensa y en parte indefinida al este del río Jordán, un área conocida en la antigüedad como Edom y Moab.

## Historia
Los cruzados penetraron por primera vez en la región de Transjordania, conocida en la antigüedad como Edom y Moab, en noviembre o diciembre de 1100, cuando el rey Balduino I de Jerusalén comando una expedición para reconocer la zona al sur del mar Muerto. Entre 1115 y 1116, colonizaron el territorio de forma permanente, cuando el rey ordenó construir el castillo de Montreal, en la actual Shawbak en Jordania. Durante el reinado de Balduino I, toda la región pertenecía a la Corona, pero bajo su sucesor, Balduino II, se transformó en un señorío que fue concedido a un caballero francés llamado Román de Le Puy, pero perdió sus derechos cuando se rebeló contra el reino probablemente antes de 1126. Su sucesor, Payen el Mayordomo, edificó el castillo de Kerak en 1142, al este del mar Muerto, y que devendría en la nueva capital del señorío.
Después de la muerte del tercer gobernante, Mauricio hacia 1153, el territorio volvió a formar parte de la Corona hasta 1161, cuando Balduino III se lo entregó a Felipe de Milly a cambio de los feudos que este poseía en Samaria, y expandió sus territorios hasta Aila, en la cabecera del golfo de Aqaba. Cuando Felipe se unió a los caballeros templarios en 1166, fue sucedido primero por Gualterio III Brisebarre, esposo de su hija mayor Helena, y en 1174 por Miles de Plancy, esposo de su hija menor Estefanía, quien sería asesinado en octubre de ese mismo año, posiblemente por instigación de la familia Brisebarre. El señorío se mantuvo vacante hasta 1177, cuando Estefanía se casó con Reinaldo de Châtillon, quien recibió el señorío junto con el vecino feudo de Hebrón.
Transjordania era uno de los cuatro vasallos principales del Reino de Jerusalén, que debía proporcionar sesenta caballeros para la defensa del reino. Sin embargo, el número de habitantes católicos era pequeño y probablemente se componía de soldados y sus familias. Existían pocas iglesias latinas y ningún monasterio de esta fe religiosa. En 1168 se estableció una sede metropolitana; aunque su título derivaba de la antigua ciudad de Petra, los arzobispos residían en Kerak. La población establecida en el señorío estaba formada principalmente por cristianos sirios y un número menor de musulmanes, concentrados en las dos regiones fértiles alrededor de Kerak y Montreal, donde producían trigo, aceitunas, vino, caña de azúcar, frutas, sal y otros productos. Además de sus dos fortalezas principales había castillos más pequeños en Tafila, situada a medio camino entre Kerak y Montreal y en li Vaux Moysi, Sela y Ormuz, todos localizados al sur de Montreal. Esta cadena de puntos fuertes dio a los cruzados la posesión de la mayor parte de los principales suministros de agua hasta el desierto de Siria en una distancia de más de 100 kilómetros al sur de Kerak, y durante la mayor parte del siglo XII, Transjordania no solo protegía al reino de los ataques enemigos desde el suroeste, sino que también controlaba la principal ruta comercial desde la Siria musulmana hasta Egipto y la región del Hiyaz. Los mercaderes musulmanes se vieron obligados a pagar peajes para conseguir pasar, que constituía una parte importante de los ingresos del señorío, mientras que los ejércitos musulmanes que se movían entre Siria y Egipto se vieron obstaculizados por haber tomado una ruta más difícil al este de los castillos del señorío.
En 1161, se extendía desde el río Zarqa, un afluente del río Jordán en el norte hasta el mar Rojo en el sur. Aunque estaban separados del resto del señorío por unos 90 kilómetros de territorio deshabitado, los baluartes del sur de Aila y la Ile de Graye (Isla del Faraón) en el golfo de Aqaba controlaban la ruta principal desde Egipto a través de la península del Sinaí hasta Arabia. Desde estas bases, los cruzados podían aprovecharse de los peregrinos que se dirigían a La Meca, así como de los comerciantes, e incluso impedir el movimiento de los ejércitos musulmanes. Aila, por lo tanto, representó una amenaza significativa para el imperio de Saladino después de su conquista de Egipto en 1169. Saladino sitió Aila y se apoderó de ella en diciembre de 1170 e invadió el señorío entre 1171 y 1173. Sin embargo, a fines de 1181, Reinaldo tomó represalias con una audaz incursión que pasó por alto Aila y penetró en Arabia; en el invierno de 1182-1183, transportó barcos desde Kerak hasta el mar Rojo, que bloquearon la Ile de Graye y atacaron a los barcos musulmanes hasta que fueron derrotados por una flota organizada por el hermano de Saladino, Al-Adil. Dos asedios posteriores de Kerak por parte de los musulmanes fueron rechazados por los ejércitos cruzados de auxilio, pero la gran victoria de Saladino en los Cuernos de Hattin, julio de 1187, en la que Reinaldo fue capturado y ejecutado, lo que dejó a Transjordania expuesta; Kerak capituló a finales de 1188 y Montreal en la primavera de 1189.

## Las plazas fuertes del señorío

### El castillo de Montreal
El castillo de Montreal o Shawbak, fue construido en 1115 por Balduino I de Jerusalén. Ubicado a 228 km al sur de Amán, Montreal dominaba el valle de Aravá y controlaba las rutas comerciales que unían Egipto, la península arábiga y el mar Rojo. Además del aspecto estratégico de su posición, el castillo se levantaba sobre una montaña que tenía dos manantiales, en el corazón de un gran y muy fértil oasis. Esta fortaleza permaneció en manos de los cruzados hasta su rendición en 1189 ante las tropas de Saladino.

Ruinas del castillo de Montreal
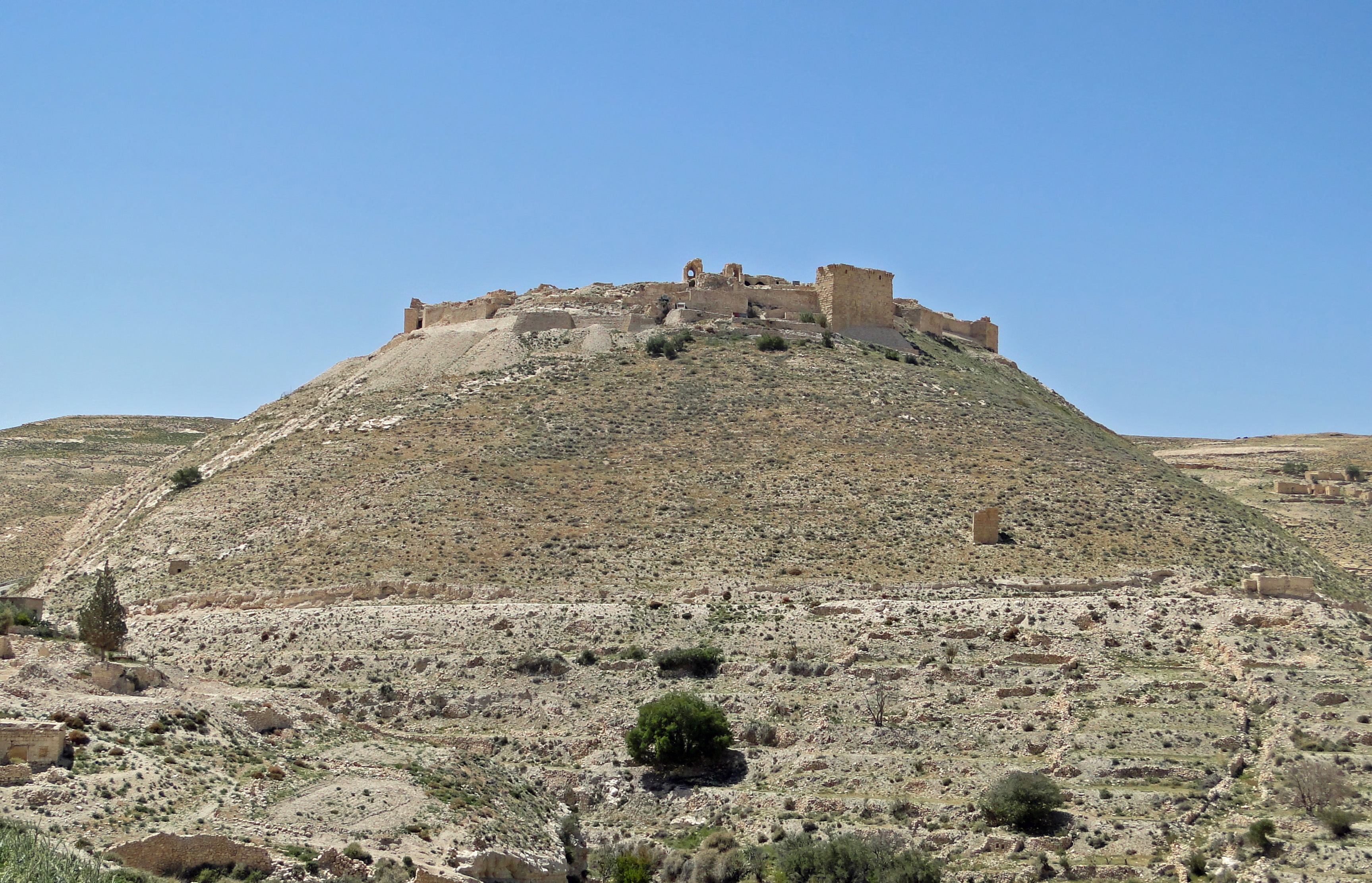
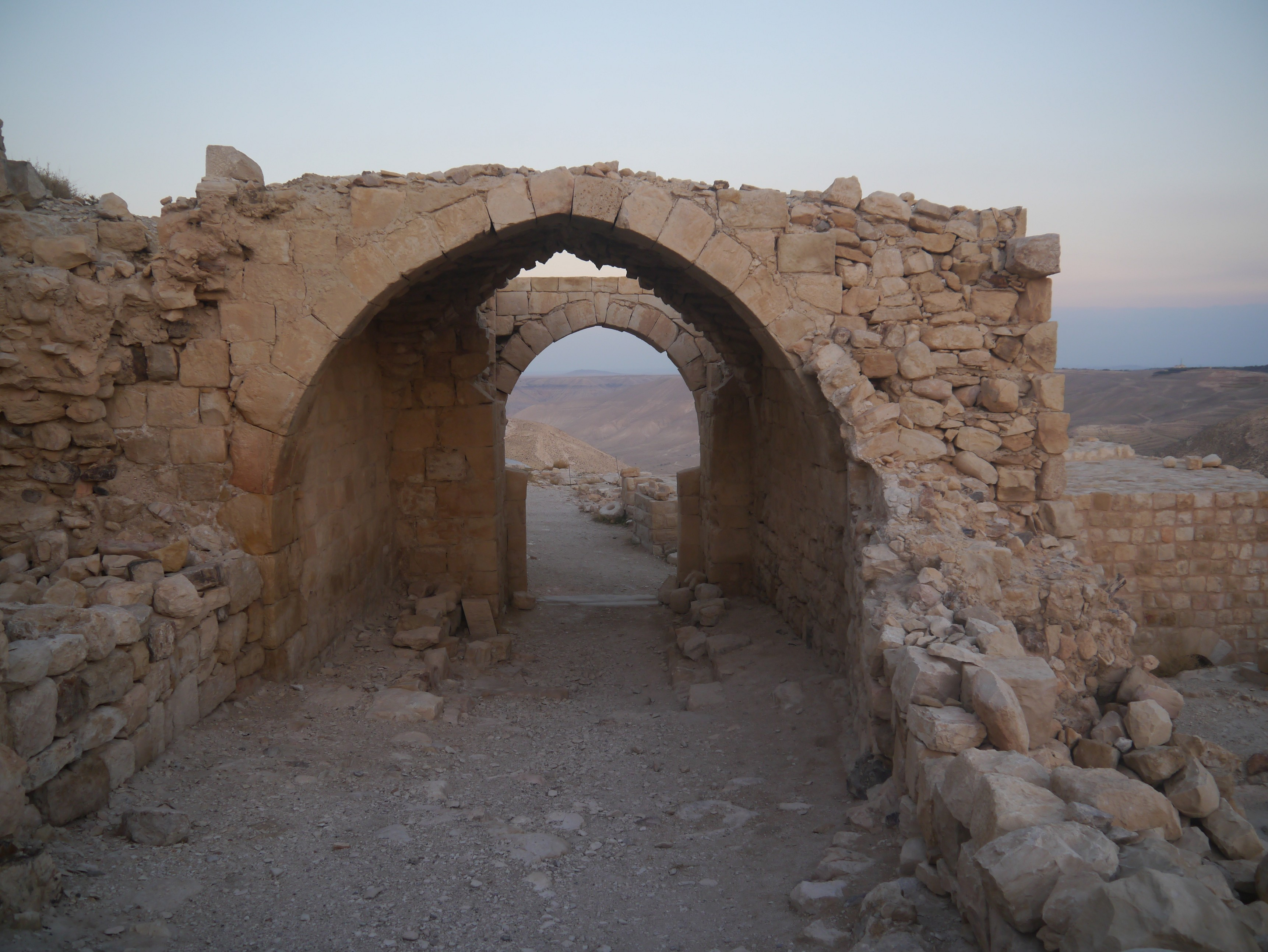
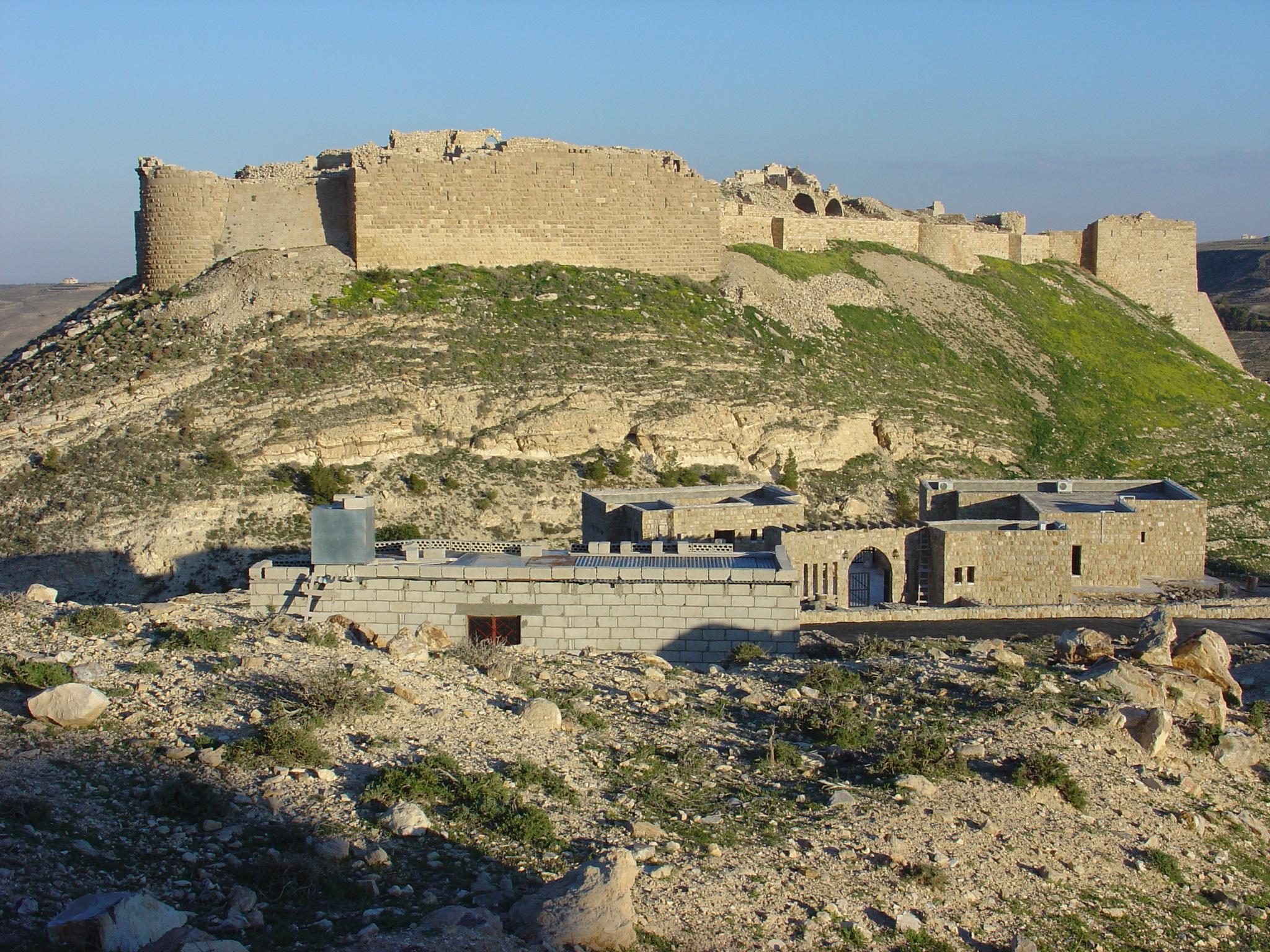
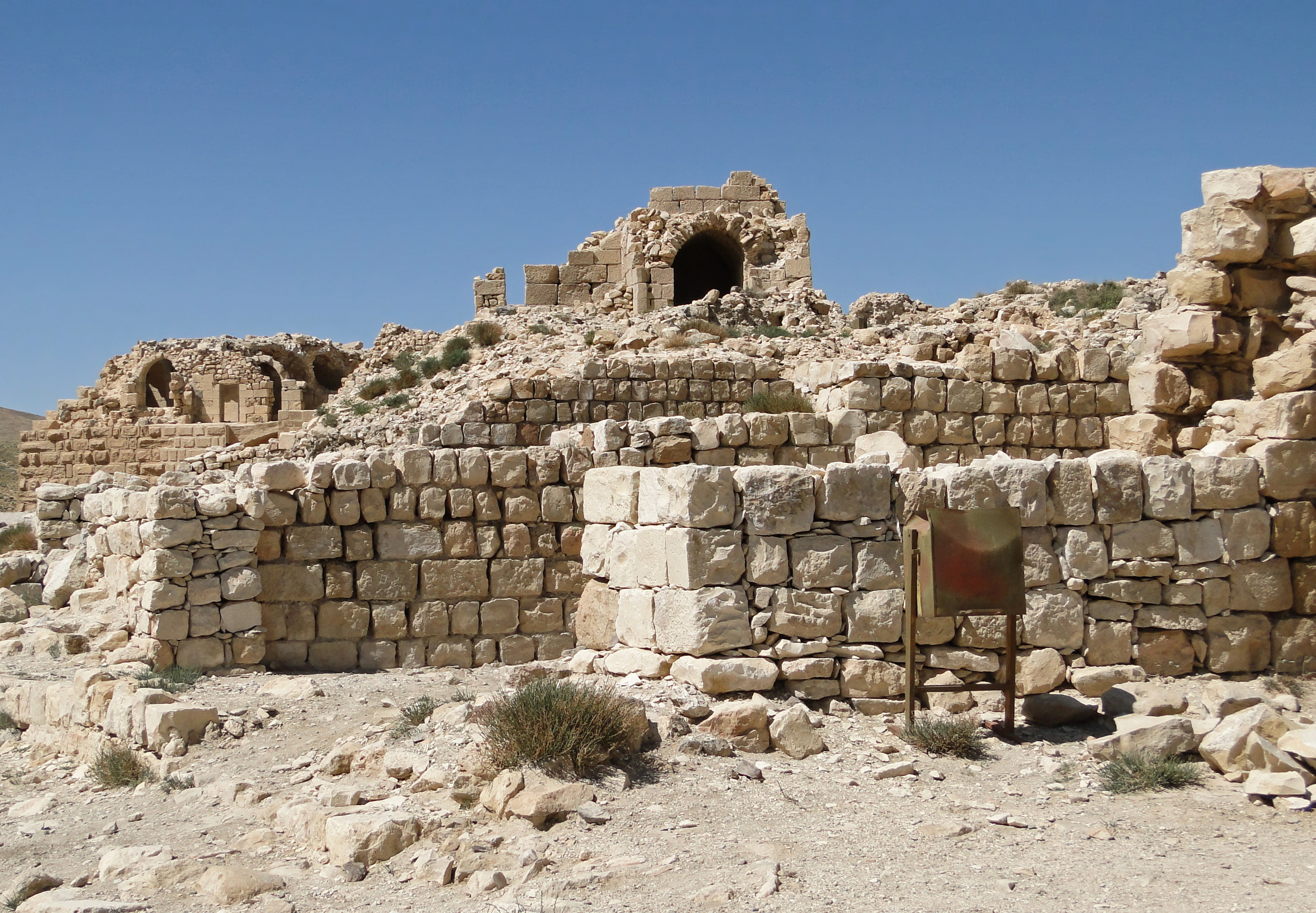

### El castillo de Li Vaux Moysi
En 1116, Balduino I llegó a la región de Transjordania y construyó el Li Vaux Moysi, así como otras fortalezas, incluidas las fortalezas Al-Wu'ayrah y Al-Habis en la misma ubicación de Petra. Petra permaneció en manos de los cruzados hasta 1187, año de la batalla de los Cuernos de Hattin.

Ruinas del castillo de Li Vaux Moysi
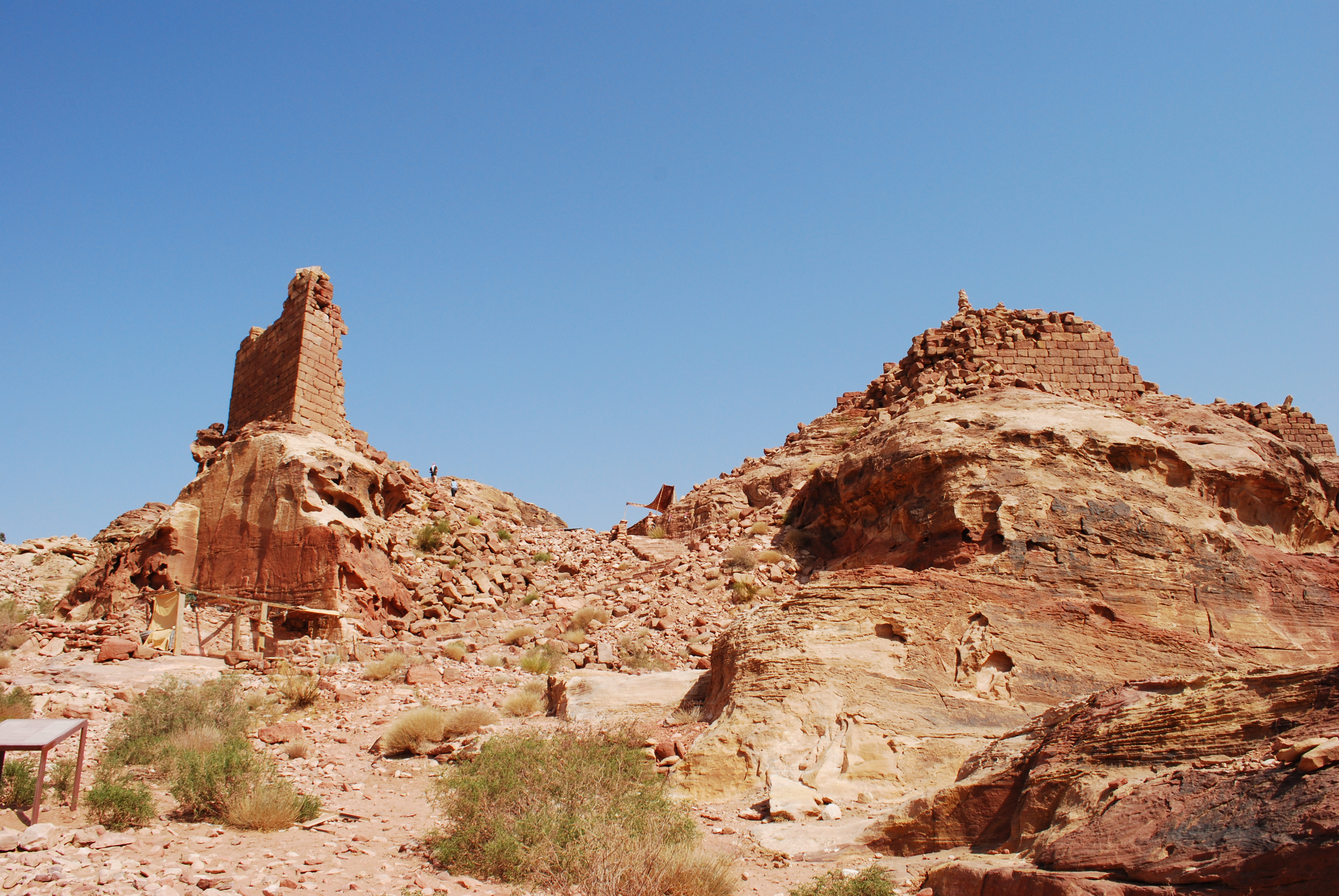
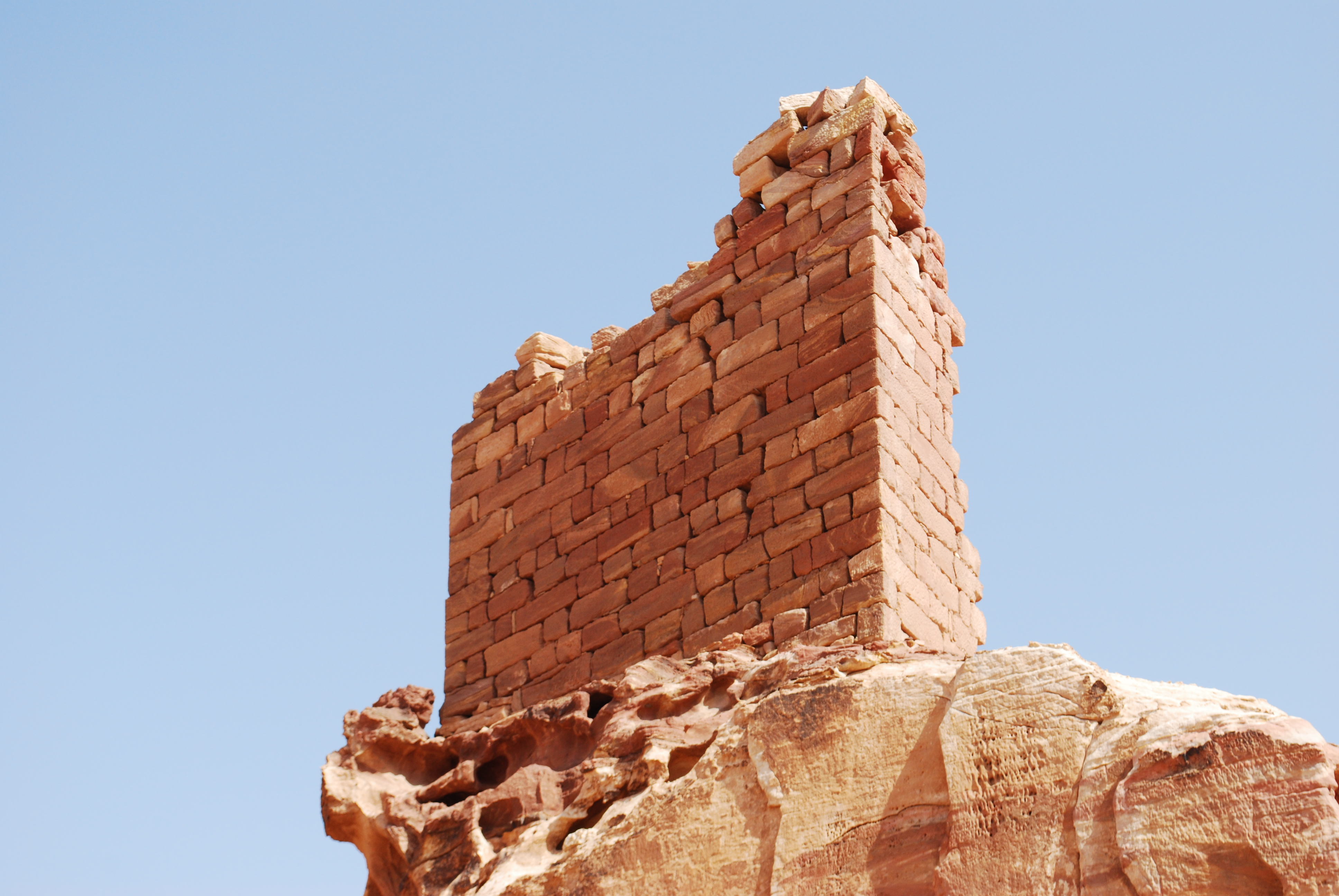
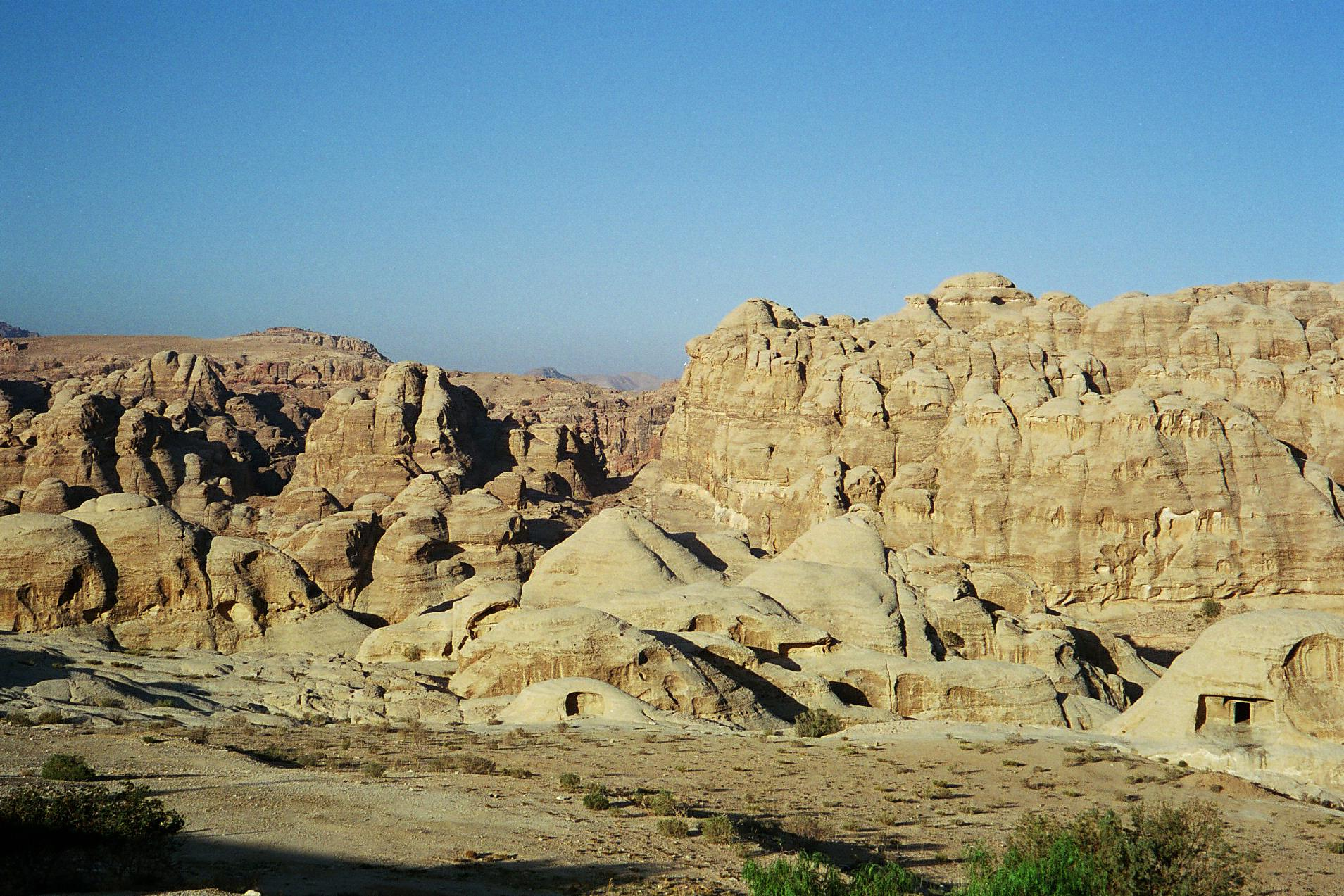
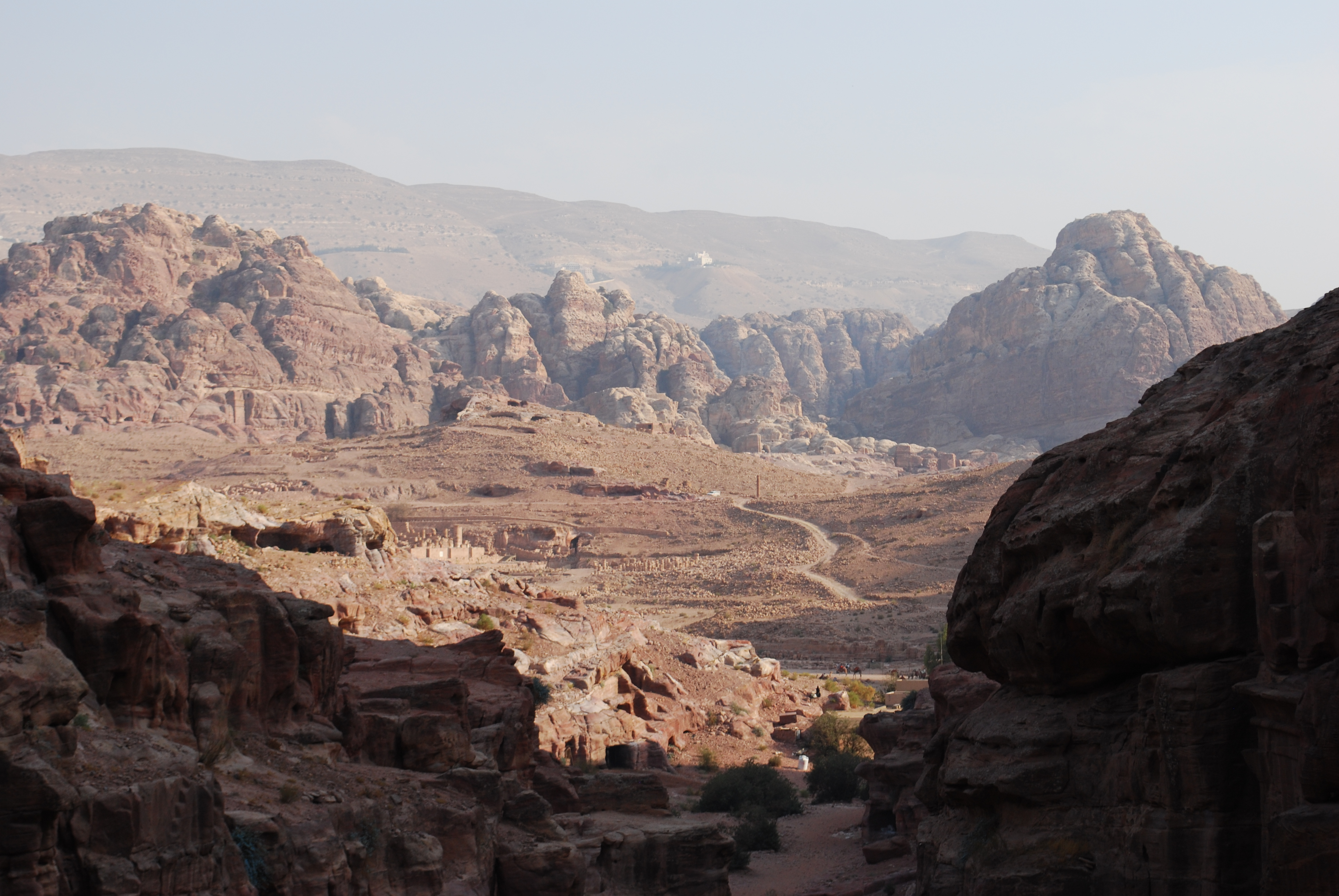

### El castillo de Kerak
En 1142, Payen el Mayordomo construyó el castillo de Kerak, también llamada la “Piedra del Desierto”. La posición estratégica de la plaza fuerte, entre Damasco y el mar Rojo, permitió controlar las caravanas musulmanas entre Egipto y Siria. Kerak se convirtió en la ciudad principal del señorío y la residencia del arzobispo de Rabat.

Ruinas del castillo de Kerak
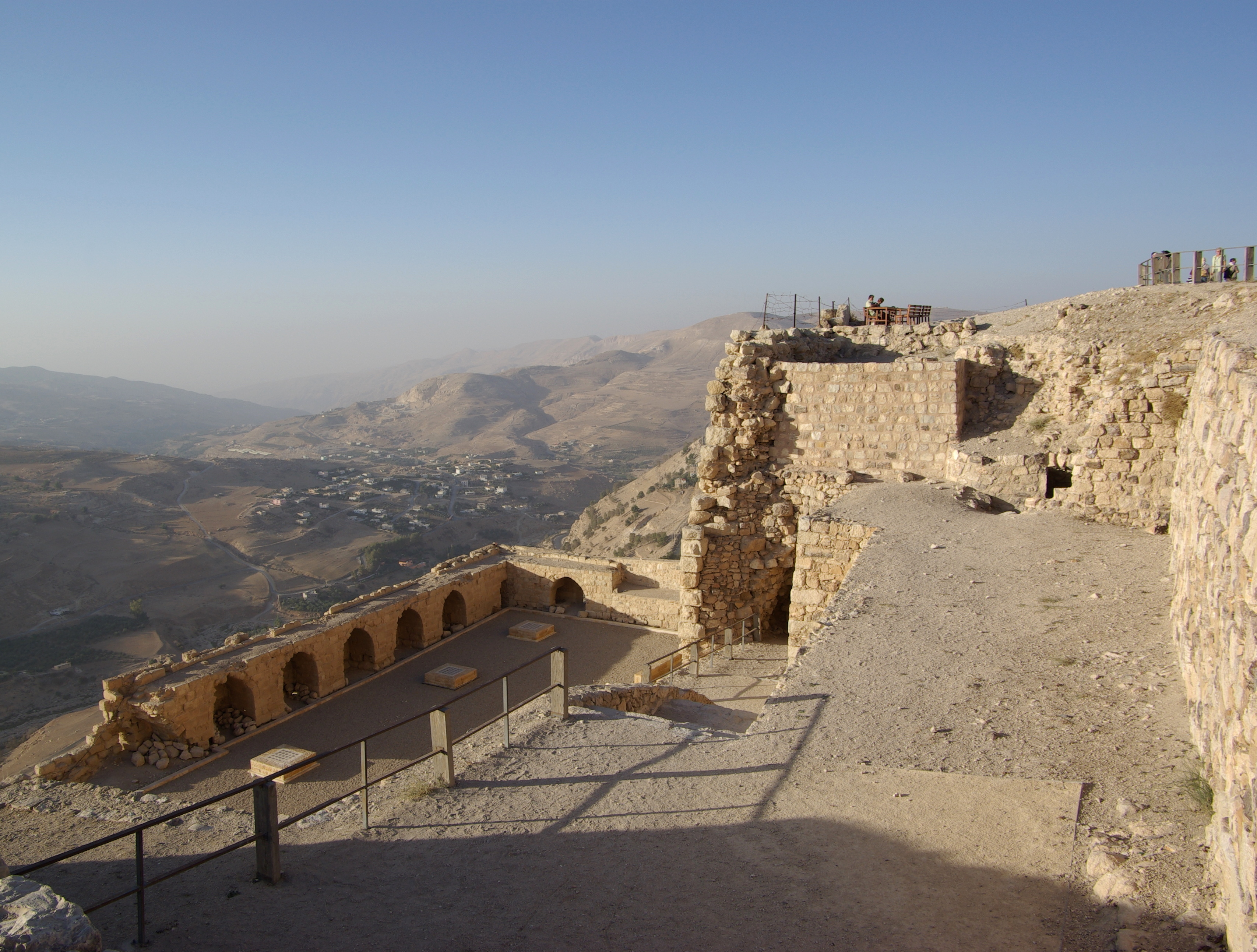
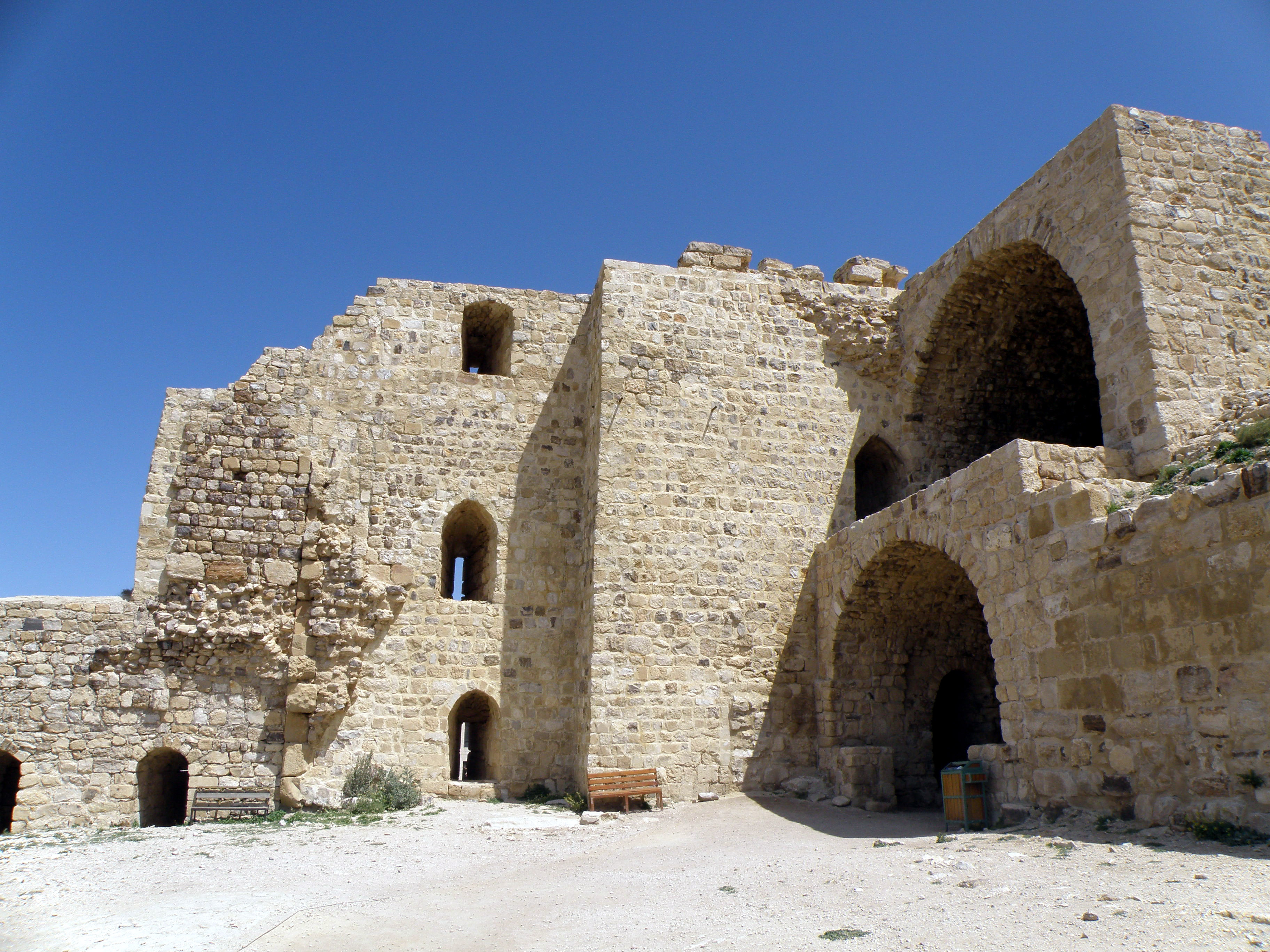
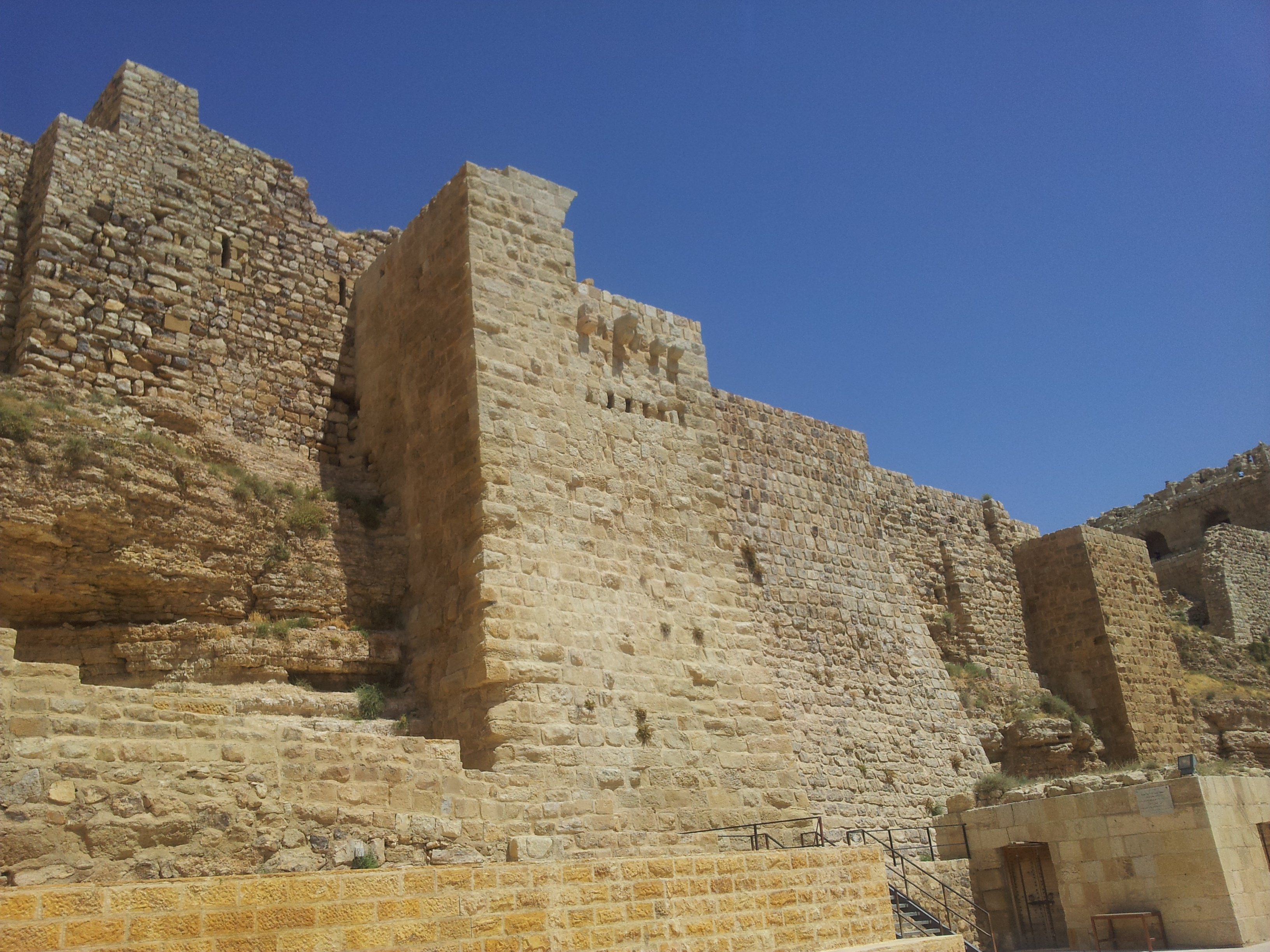
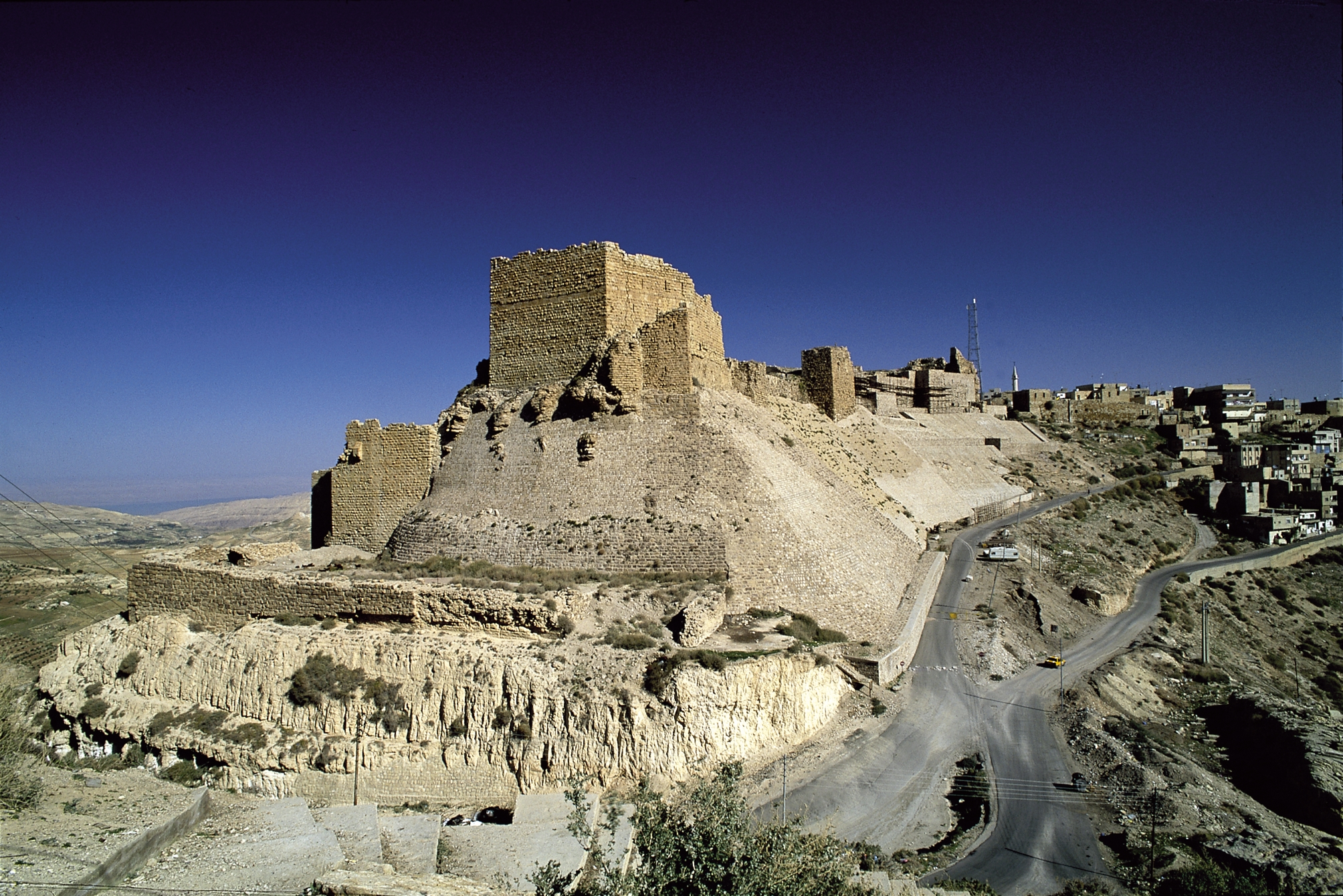

### La villa de Aila e Ile de Graye
Construida o reforzada hacia 1160, la Ile de Graye permitía controlar la ruta entre El Cairo y Damasco y proteger el oasis de Aila hacia el golfo de Aqaba.

Ruinas de Aila
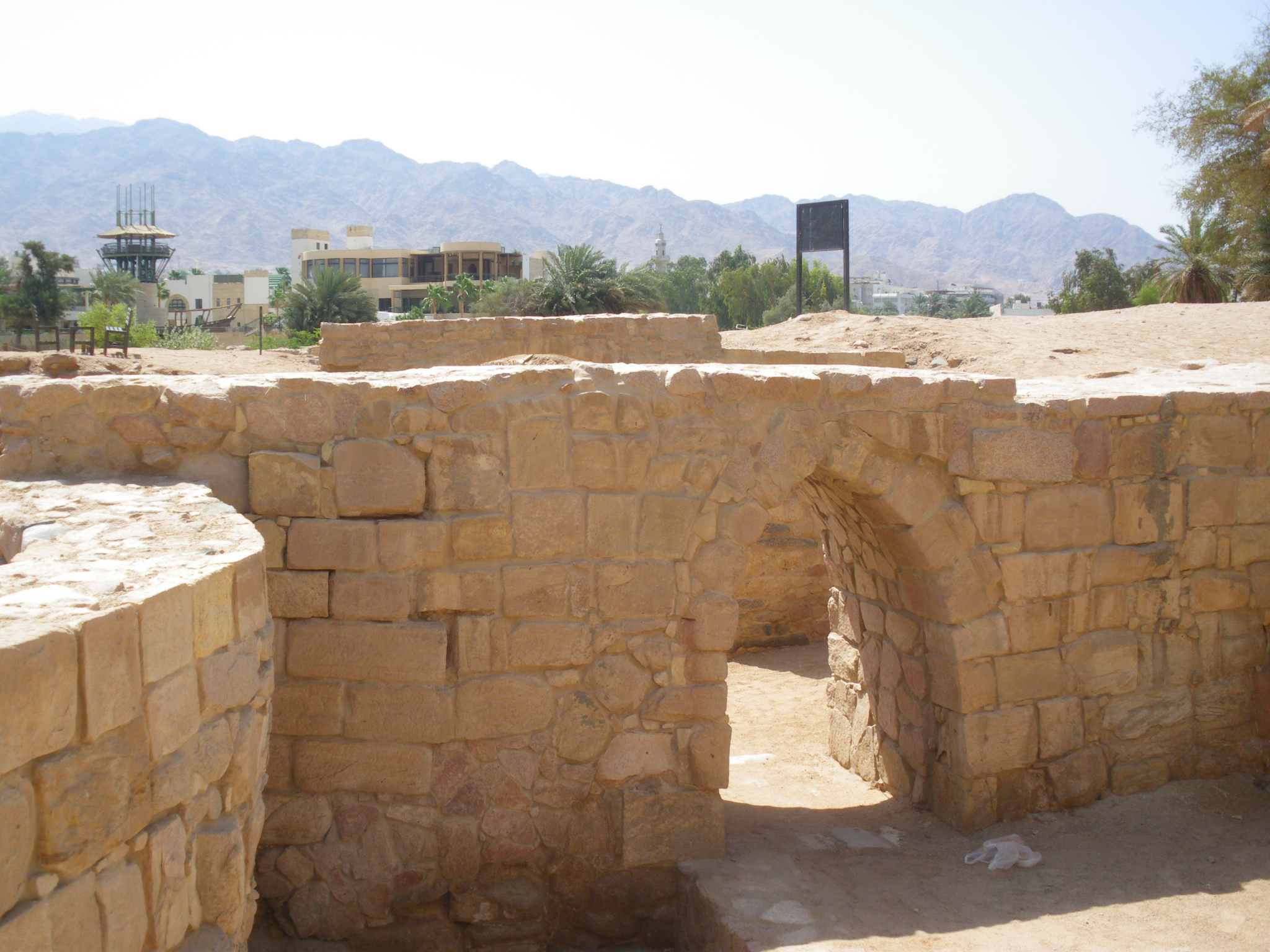
Ruines à Ayla
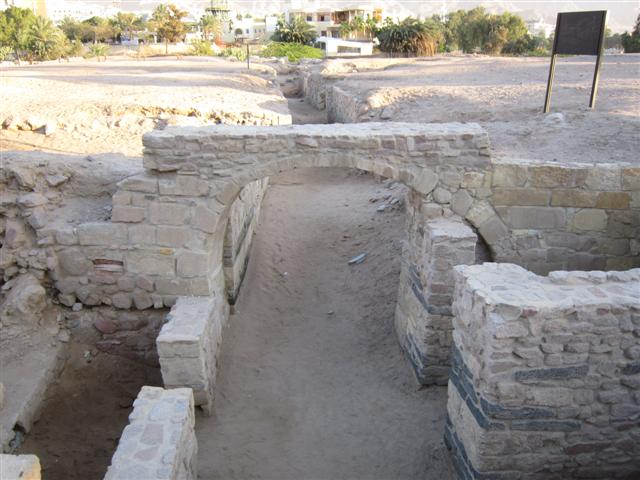
Ruines à Ayla
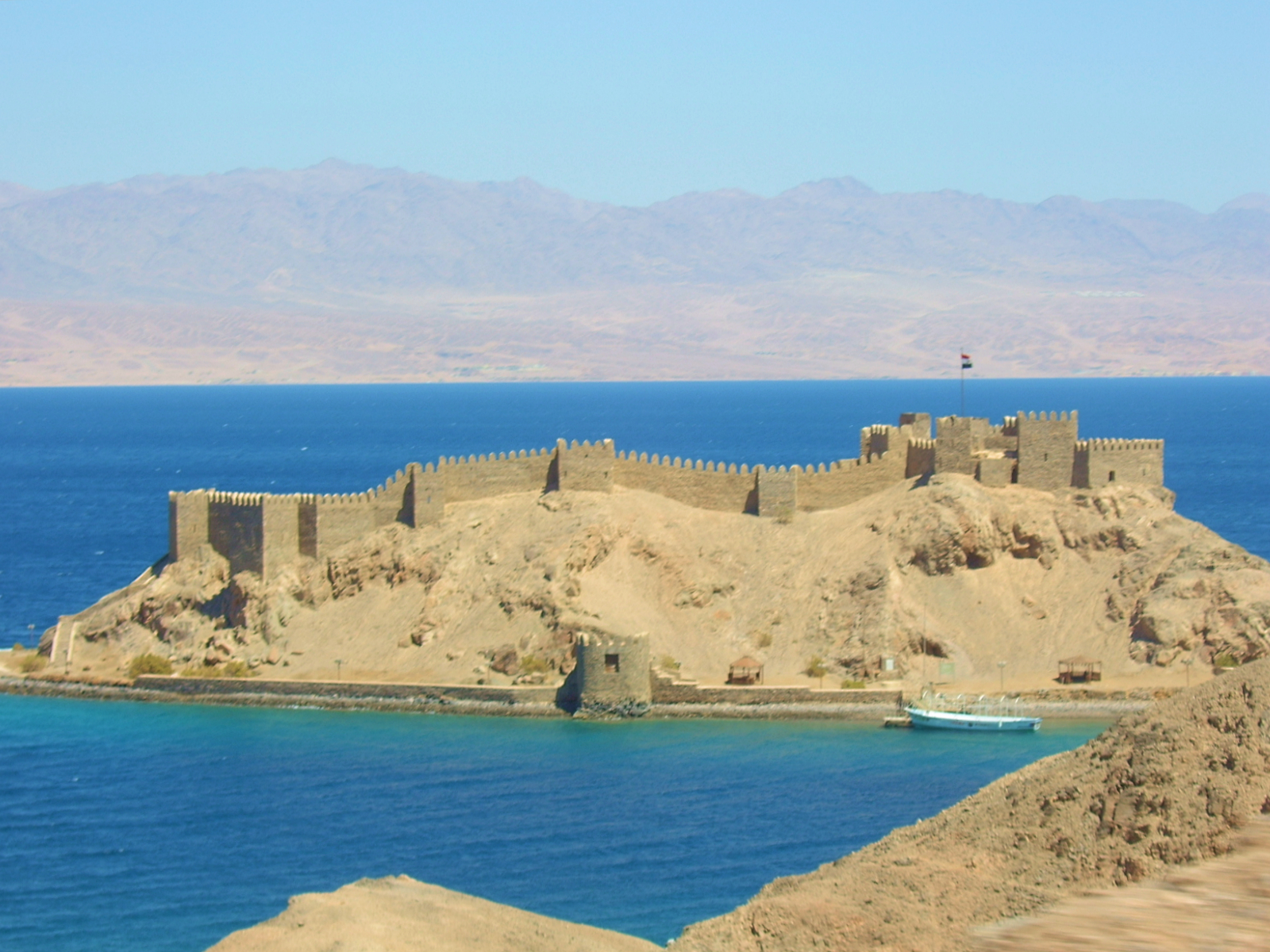
L'île de Graye
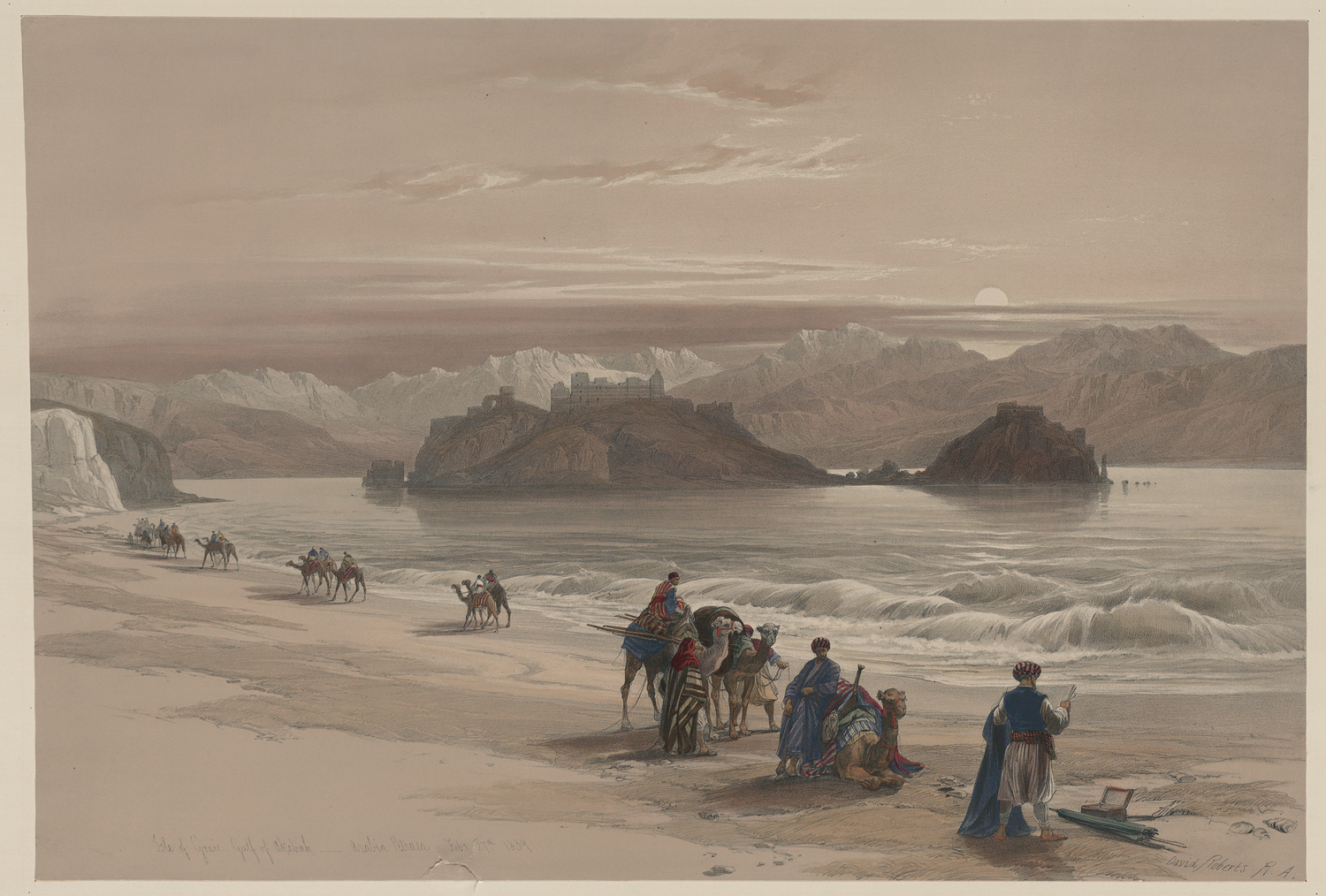
L'île de Graye

### Ahamant
Ahamant es identificada con la ciudad de Ma'an, en la ruta de Hajj, a seis horas al sureste del castillo de Montreal.

## Señores de Transjordania
- Román de Le Puy (c. 1120-c. 1126).[22]
- Payen el Mayordomo (c. 1126-c. 1149).[23]
- Mauricio de Montreal (c. 1149-después de 1153).[24]
- Felipe de Milly (1161-1168) y su esposa Isabel, hija de Mauricio.[25]
- Estefanía de Milly, hija y heredera de Felipe, cuyos cónyuges ejercieron el poder del señorío:[8]
  - Hunfredo III de Torón (1168-1173), primer esposo de Estefanía,
  - Miles de Plancy (1173-1174), segundo esposo de Estefanía,
  - Reinaldo de Châtillon (1177-1187), tercer esposo de Estefanía.
- Hunfredo IV de Torón (1187-1197), hijo de Estefanía y Hunfredo III de Torón, príncipe titular Transjordania y señor de Torón.[26]